# خورخي كاسترو
خورخي كاسترو (بالإسبانية: Jorge Alejandro Castro)‏ (11 سبتمبر 1990 بسان خوسيه في كوستاريكا - ) هو مدرب كرة قدم ولاعب كرة قدم كوستاريكي في مركز الهجوم. شارك مع منتخب كوستاريكا تحت 20 سنة لكرة القدم. أما مع النوادي، فقد لعب مع ديبورتيفو سابريسا ونادي بران ونادي ساربسبورغ 08 ونادي ستارت ونادي جامعة كوستاريكا ‏ ونادي كارتاهينيس وسانتوس دي جوابيلز ‏.

## وصلات خارجية
- خورخي كاسترو على موقع الاتحاد الدولي (مؤرشف)  (الإنجليزية)
- خورخي كاسترو على موقع Soccerway.com (الإنجليزية)
- خورخي كاسترو على موقع عالم كرة القدم.نت (الإنجليزية)